# Museo de Salzburgo
Ubicado en el Neue Residenz (lugar al que fue trasladado en 2005), el Museo de Salzburgo es el museo de historia artística y cultural de la ciudad y región de Salzburgo, Austria. Se originó como el museo provincial y también fue conocido anteriormente como el Museo Carolino-Augusteum (Museo Carolino-Agusteo).

## Historia

### Orígenes
El Museo de Salzburgo fue fundado en 1834, cuando una pequeña colección de recuerdos militares se hizo accesible al público para formalizar los recuerdos de las guerras napoleónicas. Después de la Revolución de 1848, la colección se convirtió en el museo oficial de la ciudad de Salzburgo.

### SigloXX
En 1924, los objetos de historia natural del museo fueron entregados a la Haus der Natur Salzburg. Un año más tarde, la colección de cultura popular abrió una sucursal en Monatsschlössl en los parques del Palacio Hellbrunn.
Durante la Segunda Guerra Mundial, el museo recibió tres impactos directos durante los bombardeos. La mayor parte de la colección ya se había trasladado a minas que servían de búnkeres; sin embargo, el edificio fue destruido por completo junto con muchos objetos que eran demasiado grandes para ser movidos. Varios objetos desaparecieron de sus búnkeres durante la ocupación estadounidense, incluida una colección de monedas de oro que se habían guardado en las minas de sal de Hallein. En 1967 se abrió un nuevo edificio como museo provisorio. El debate sobre la ubicación final y más digna para la sede del Museo de Salzburgo duró décadas. Las sucursales secundarias del Museo de Salzburgo se abrieron durante este tiempo: el Domgrabungsmuseum en 1974, el Spielzeugmuseum (Museo del juguete) en 1978, y el recientemente desarrollado Festungsmuseum (Museo de la Fortaleza) en 2000. En 1997, promovido por el Landeshauptmann Franz Schausberger, políticos locales finalmente acordaron que Neue Residenz sería la nueva sede del Museo de Salzburgo.

### SigloXXI
El museo reabrió en Neue Residenz en 2005. En 2009, recibió el Premio del museo europeo del año.

## Colecciones
- Mobiliario del Palacio Anif.
- Arreglo de Mohr (ca. 1820) de Noche de paz.
- El ejemplar más antiguo de un clarinete bajo.[5]
- Manuscrito original de la Missa Salisburgensis à 53 voci.